# 主体思想

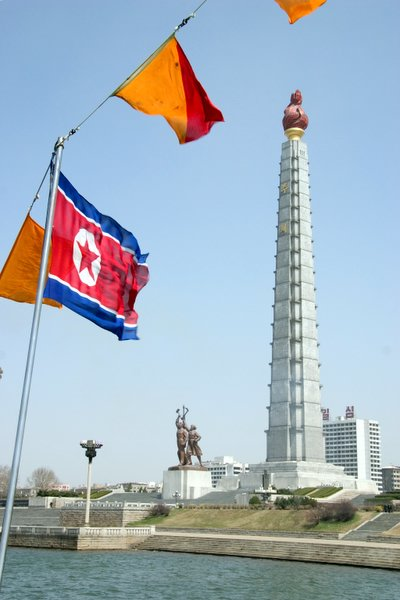
朝鲜民主主义人民共和国平壤市主体思想塔（2005年）

主体思想（：／ Juche Sasang），又稱主體（發音：[tɕutɕʰe] ⓘ）、金日成主義（／ Gim Il-seong Juui），是朝鲜民主主义人民共和国和朝鲜劳动党的官方意识形态，由金日成创立，並由黄长烨加以体系化。严格来说，金日成主义的意思是“以主体思想为核心的思想、理论和方法的综合体系”，是高于主体思想的概念。但朝鲜民主主义人民共和国并不区分这两者。为了表述清晰，将与金日成主义等同的主体思想称为“广义主体思想”，将更狭义、更理论化的主体思想称为“狭义主体思想”。2012年5月制定的《朝鲜劳动党党章》中包含了“金日成金正日主义”这一表述，意为将作为综合体系的主体思想与金正日的“先军政治”相结合。在朝鲜民主主义人民共和国，有人声称主体思想是在推翻帝国主义同盟会议上首次提出来的，金日成在1930年吉林长春卡伦会议上发表题为《朝鲜革命的道路》的演讲中宣示了自己的主体立场。但实际上，“主体”一词是在1955年12月28日朝鲜劳动党发表《关于在思想工作中克服教条主义和形式主义，确立主体》之后开始使用的。据朝鲜方面声称的《朝鲜劳动党略史》记载，金日成原本精通马克思列宁主义，但在经历朝鲜革命后，根据朝鲜民主主义人民共和国的实际，对其进行了修改和运用，这就是主体思想产生的社会历史背景。主体思想原本被视作马克思列宁主义的一种，但金日成之子金正日在1970年代宣布主体思想与马克思列宁主义明显不同，并在后来进一步发展了主体思想。1982年，金正日以个人名义出版了《关于主体思想》，一般认为主体思想的核心在这篇论文中得以完成。此后，朝鲜民主主义人民共和国于1985年出版了十卷本的《伟大的主体思想丛书》。由此可见，主体思想的创立者是金日成，但其理论的完整框架似乎是在金正日的思想指导下形成的。主体思想具有强烈的反帝民族主义特征，据说这与过去被日本殖民统治的经历有关。金正日对主体思想的发展使其在意识形态上与马克思列宁主义决裂，并提高了他父亲在主体思想中的地位。现在主体思想被视为修正主义的一种。

## 概述
朝鲜民主主义人民共和国将金日成主义定义为“金日成同志的思想、理论和方法，即主体思想”。然而，此处的“思想”指的是主体思想，学术界将前者称为广义的主体思想，将后者称为狭义的主体思想。理论是革命理论，方法则是领导方法。可以概括如下：
| 主体思想（广义）=金日成主义 | 主体思想（广义）=金日成主义                      |
| --------------------------- | ------------------------------------------------ |
| 思想理论                    | 主体思想的基本理论内容                           |
| 革命理论                    | 为反对帝国主义、殖民主义等进行革命而提出的理论   |
| 领导方法                    | 为形成以领导人为中心的单一领导体系而提出的方法论 |

1. 主体思想的含义：主体思想是阐明人民群众是革命和建设的主人，也是推动革命和建设的力量。即人就是自己命运的主人，也是开拓自己命运的力量。
2. 主体思想的本质：主体思想的本质在于它是阐明对以人为本的世界的正确见解、观点和立场，指明以人民大众为主进行自主性斗争道路的思想。
3. 主体思想的精髓：人是自己命运的主人。
4. 主体思想的哲学原理：主体思想阐明了人和世界的关系问题，即以人在世界上所占的地位和作用为哲学的根本问题，并阐明人决定一切，人是一切事物的主人的哲学原理。
5. 主体思想的社会历史原理：主体史观的基本原理（人民群众是社会历史的主体）
6. 社会历史运动的本质（人类历史是为实现人民群众的自主性而斗争的历史）
7. 社会历史运动的性质（社会历史运动是人民群众的创造性运动）
8. 社会历史运动的推动力（在革命斗争中起决定作用的是人民群众自主的思想意识）

更具体的内容包括政治的自主（자주/jaju）、经济的自立（자립/jarip）、国防的自卫（자위/jawi）。
其“革命的首领观”称“人民是革命建设的主人。人民应当接受首脑的指导。首脑是头，党是躯体，人民是手足，躯体和手足应当听从头脑的指挥。如果没有头脑，就失去了生命”。其“社会政治的生命体论”称“父亲给人肉体的生命，领袖赐予人政治的生命。领袖是父亲一样的恩人。如同在家庭中应当听从父亲的绝对领导一样，人民应当无条件地忠诚团结在领袖周围，应当以忠、孝来爱戴领袖，领袖是赐予人民生命的恩人和慈父”。

## 主体思想史

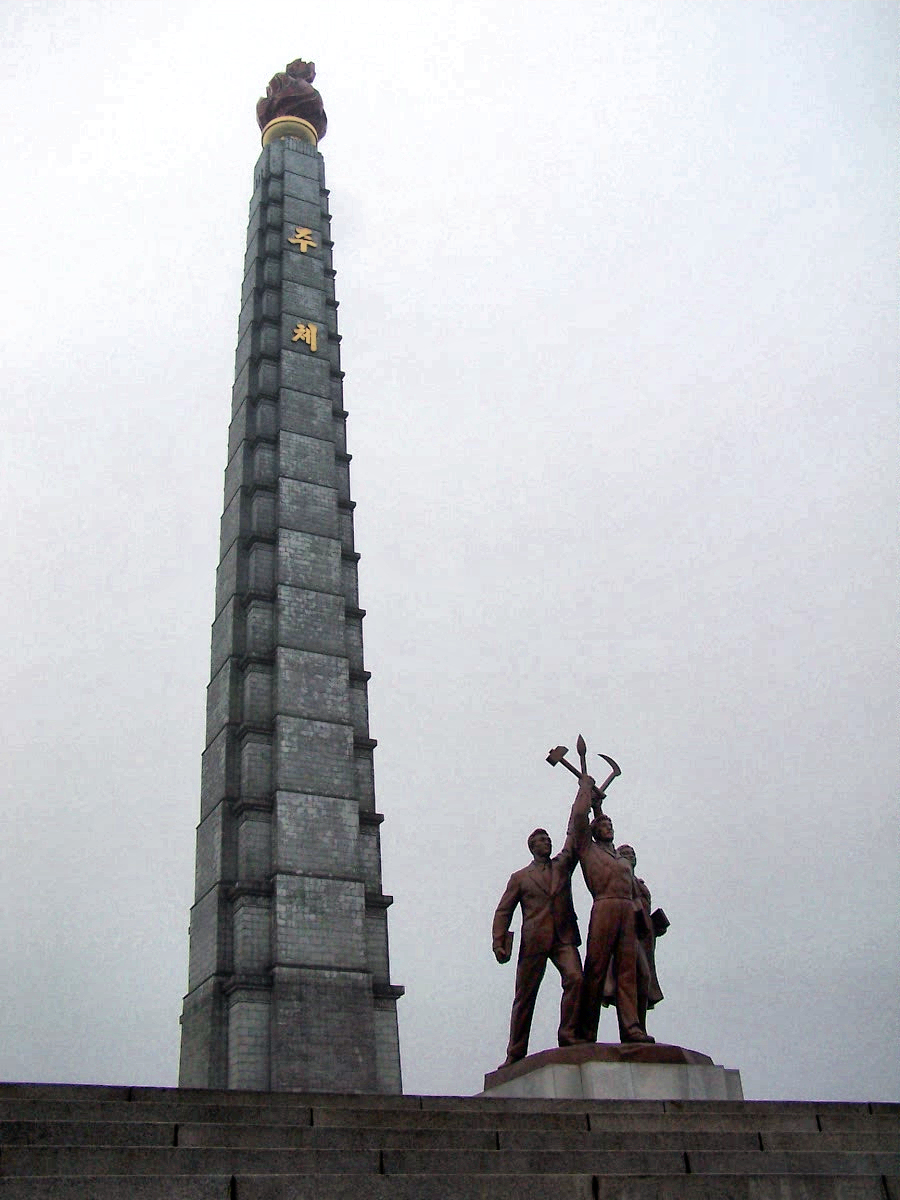
平壤的主体思想塔于1982年4月15日竣工。

### 主体思想形成的背景
1930年7月2日，金日成在吉林长春举行的卡伦会议上发表了《朝鲜革命的道路》，并倡导统一战线。统一战线的纲领性内容最初是由以三民主义党为中心的朝鲜共产党第三届大会提出的，但统一战线作为党的行动的主要内容和原则在党的代表大会上进行讨论尚属首次。1932年4月25日，以推翻帝国主义同盟为主轴的金日成，与崔贤、金策、崔庸健等人一起组织了朝鲜人民革命军。朝鲜人民革命军是第一支以统一战线为基础的抗日武装游击力量。此后，这场斗争主要在中国共产党的支持下进行。
解放后，朝鲜民主主义人民共和国政府于1948年9月9日成立。1956年苏联共产党第二十次代表大会召开，赫鲁晓夫贬低斯大林的权力后，朝鲜民主主义人民共和国和中华人民共和国批评苏联的修正主义。当社会主义主要国家苏联放弃其唯一领导体制，并在国内试图发动政变，例如发生“八月宗派事件”时，金日成试图铲除国内的修正主义，进一步巩固人民民主专政。
金日成最初使用“主體”一詞出現在文章《关于在思想工作中克服教条主义和形式主义，确立主体》（1955年12月28日對黨的宣傳鼓動工作人員的講話）。
为了进行朝鲜革命，就要懂得朝鲜的历史，懂得朝鲜的地理，懂得朝鲜人民的风俗。只有这样，才能用合乎我国人民口味的方法教育他们，才能使他们热爱自己的家乡和祖国。
 — 《关于在思想工作中克服教条主义和形式主义，确立主体》（1955年12月28日對黨的宣傳鼓動工作人員的講話）
1956年苏共二十大上赫鲁晓夫的秘密报告是主體思想產生的關鍵因素。由于苏联出现反对个人崇拜的思潮，朝鲜劳动党内也出现反对金日成个人崇拜的力量，以“苏联派”和“延安派”为代表。金日成在镇压并肃清这两派反对势力後，提出“朝鮮革命应该以朝鮮党的思想为主体，因为朝鮮党熟悉朝鮮歷史、朝鮮地理、朝鮮人民的风俗习惯；苏联派和延安派采取的是苏联式或者中国式的革命方法，不适合朝鮮的国情”，反对亲华派的“事大主义”和亲苏派的“教条主义”。以此为契机，“主体”这一用语开始出现在朝鲜的政治生活中。
此后，金日成在清洗延安派、苏联派等反对派时，曾以此为借口，将他们称为“没有主体的人”。
1965年4月，金日成访问印度尼西亚阿里·阿尔哈姆社会科学院，发表了题为《关于朝鲜民主主义人民共和国的社会主义建设和韩国革命》的讲话，主体思想由此开始具有意识形态的内涵。金日成指出：“思想上要主体，政治上要自主，经济上要自力更生，国防上要自卫——这是我们党一贯坚持的立场。”这就是写在当代主体思想指导原则中的“主体思想四项原则”。

### 主体·自主·国际
包括甲山派和南朝鲜劳动党派在内的所有反游击势力都被清洗，以金日成为核心的游击派夺取了朝鲜劳动党的领导权。他们在不断深化的中小规模冲突中保持中立，并开始构建自己的政治理论，提出了“思想主体、政治自主、经济自立、军队自卫、学术主体”等口号。
- 金日成，1965年4月14日，《关于朝鲜民主主义人民共和国共产主义建设和韩国革命》
- 金日成，1965年7月1日，《朝鲜劳动党第四届中央委员会第十一次全体会议结论》
- 金日成，1965年10月10日，《纪念朝鲜劳动党成立20周年》
- 金日成，1965年10月5日，《当前形势和我们党的任务》

### 主体思想在中国
在中國「無產階級文化大革命」中，金日成“確立主體”的思想受到了衝擊和批判，金日成被指責為修正主義者，中國開始對朝鮮採取施壓措施，是誘發主體思想誕生的關鍵因素。金日成提出主體思想與「無產階級文化大革命」的理论基础无产阶级专政下继续革命的理论對立。

### 主体思想十条纲领的确立
主体思想十条纲领的确立标志着朝鲜劳动党思想统一的结束，主体思想一直保持着目前的稳定形态，直到金正日在此之后尝试进行理论整合。
- 1967年12月16日，《让我们在国家活动的各个领域更加彻底地贯彻自主、自力更生、自卫的革命精神》
- 1970年11月2日，《在朝鲜劳动党第五次代表大会上的开幕词》

从此，对金日成的偶像崇拜开始了。

### 金日成后期
1967年，金日成综合大学总长（校长）黄长烨将金日成有关朝鲜革命的想法综合成思想体系，提出主体思想是朝鲜在从反封建主义时期到共产主义时期应当遵循的指导思想。
1967年11月15日，金日成为应对国内反修人民的压力，发表了文章《学生要树立共产主义劳动态度，学习符合朝鲜革命利益的科学知识》，一文摘取了社会主义政治经济学中的“脑力劳动与体力劳动”、“工业劳动与农业劳动”，“轻体力劳动与重体力劳动”，而后提出了“自身革命”（近义词为“自我革命”）等等。
金日成的講話裡最後提及“資本主義因素”是在《关于劳动管理工作的几个问题》（1968年11月16日在朝鲜劳动党第四届中央委员会第十八次全体会议（扩大）上的结论）、《关于青少年共产主义教育的几个问题》（1969年12月5日在朝鲜劳动党四届二十中全会（扩大）上的结论；一 发展社会主义、共产主义教育的几项任务；（一）完善社会主义教育学）。
1972年12月，《朝鮮民主主義人民共和國憲法》规定，“把马克思列宁主义创造性地运用于我国现实的朝鲜劳动党的主体思想作为自己活动的指针”，金正日接班制度的准备工作也随之启动。主体思想在1977年之后取代了马克思主义和列宁主义，成为朝鲜劳动党和朝鲜式社会主义建设的指导思想。
1980年10月，朝鲜劳动党第六次代表大会通过的新党章“金日成同志的革命思想、主体思想作为唯一的指导方针”。

## 思想理论
思想理论由“哲学原理”、“社会历史原理”和“指导原则”三部分组成。

### 哲学原理
主体思想的基本哲学原理是“人是一切的主人，人决定一切”。这里所说的“人是一切的主人”，是指人是世界和自身命运的主人；“人决定一切”，是指人在改造世界、开创自身命运的过程中起着决定性作用。此外，人是“最发达的物质存在物，是物质世界发展的特殊产物”，因此，人是具有独立性、创造性、自觉性的社会存在物。
此时，‘人民群众是一切的主人’命题就从社会历史原理推导出‘人民群众是社会历史的主体’命题。另外，哲学原理的‘独立性’是从社会历史原理的‘斗争史’推导出的，‘创造性’是从‘创造运动’推导出的，‘自觉性’是从‘独立的思想自觉’推导出的。
这一思想始于对传统哲学思想的批判。金正日的论文《关于主体思想教育的几个问题》证实了这一点。该论文内容如下：
哲学世界观的根本使命，是照亮人类开创自身命运的道路。哲学的目的和使命在此也不能例外。……（略）……人类对于认识世界是什么有着迫切的兴趣。……（略）……主体性哲学世界观的根本特征和无可比拟的优越性，就在于它以阐明人在世界上的地位和作用的哲学原理为基础，最科学地阐明人类开创自身命运的根本途径。
 — 金正日, 《关于主体思想教育的几个问题》
金正日同时指出，现有马克思主义的唯物主义和辩证法虽然揭示了世界运动原理的宏观结构，但还不能充分阐明微观结构，即导致变化的人类能动活动。
要明确人在世界中的地位和作用，必须认识物质世界的普遍特征和人的本质特征。然而，传统的哲学世界观阐明了世界由物质构成的唯物主义原理和世界不断变化发展的辩证法原理。然而，仅仅这些哲学原理能够阐明物质世界的普遍特征，却无法解释人在世界中的地位和作用。因此，唯物主义和辩证法要履行其作为世界观的使命，就不能仅仅停留在阐明世界由物质构成并不断变化发展，还必须阐明人作为世界上最高级的物质，在世界发展中占据着主宰地位并起着决定性作用。
 — 金正日, 《关于主体思想教育的几个问题》
因此，金正日在批判既有哲学的同时，指出：“只有以人为中心的哲学世界观，才能兼具揭示物质世界普遍特征的原理，也才能兼具揭示人的本质特征的原理。从这个意义上讲，主体世界观可以说是克服了过去哲学世界观的片面性，对世界的本质和人类命运问题作出了最深刻、最全面的阐释的哲学世界观。”

### 以人为本的哲学
以人为本哲学的宗旨在于批判现有“正统”马克思主义哲学的机械性，阐明人的自主性、创造性和意识性，以确保革命活动中的能动性。这一理论工作基于马克思列宁主义“辩证唯物主义”所揭示的人类意识的普遍性，其内容可概括如下。
1. 物质的量变引发质变，意识由此而生。
2. 意识，一般而言，是物质的反映。
3. 人，作为物质发展衍生出的最高级物质，能够改造和发展周围的物质以及尚未充分发展的意识。
4. 人，作为所有物质中的最高位，能够拥有与世界相关的独立性、创造性和意识。

（4）它阻碍了对人的朴素现实主义解读。有人将其解读为“自由意志”，但主体思想原则上遵循基于庸俗辩证唯物主义的人性观。主体思想区分了人的认知（基于生物学基础对条件作出的反应）和认识（作为阶级意识的人类思想和实践），并解释说，认知遵循机械原理，而认识是自由意志，因为它属于世界历史的辩证斗争。因此，将人关于世界的三大本质解读为人能够辩证地改造和重新实现物质意识或低级意识的原因，是正确的。
主体思想对于意识的这种立场，可以说与斯大林以后的共产主义社会所承认的辩证唯物主义对于人的意识的解释，没有字面的区别。
例如，约瑟夫·斯大林（1878-1953）在其著作《辩证唯物主义》（О диалектическом и историческом Материализме）的第四章中阐明了意识和矛盾。主体思想并不反对这个观点，而是可以说是基于对这个观点的反映的庸俗行动主义。
如果以此为基础来解读（1）和（2），就能明确人类意识的客观性，从而避免主观主义。未来所有关于以人为本的讨论都将围绕这四个前提展开。“主体思想的人性观”正是基于这些基本原则的人性观。因此，强调群众的自主性、创造性和自觉性，能够克服在向共产主义过渡的过程中导致革命倒退的消极主义。

### 人性观
主体思想中的人性观探讨的是人如何具备上述原则（4）中的三大本质。金正日同志指出，人之所以能够具备这些本质，是因为他们拥有在长期进化过程中形成和发展起来的生理和生物基础，例如发达的大脑结构、使人能够站立和行走的姿势，以及作为最高级物质存在体的精巧双手。而所有这些特征从根本上来说都源于物质，因此可以说，它们的基础就是物质。主体思想从根本上以庸俗唯物主义来理解人，认为人三大本质的形成是构成生命体的物质发生量变的自然结果。这可以说是继承了卡尔·马克思（1818-1883）在其著作《德谟克利特的自然哲学和伊比鸠鲁的自然哲学之区别》（Differenz der demokritischen und epikureischen Naturphilosophie）中提出的质变观念。
一方面，作为主体思想中定义人性观的核心概念，人的三性被视为与“劳动”相联系。这与马克思的立场相一致，马克思批判了黑格尔的学说，即人的抽象性只有在思考独立于现象世界而存在的形而上学规律时才能被创造和认识。人本身具有自主性、创造性和意识性，但这三性只有在“通过理性认识重新安排自然世界的活动”，即“劳动的表现”成为人所固有的能力时才能确立。因此，这三性是通过劳动具体体现出来的，可以说它依赖于劳动的概念。因此，如果人最初不具备重新安排自然世界的能力，那么这三性也就不存在了。从这个意义上讲，劳动本身就是“高度发展的抽象性”，它成为定义和维持这三性的核心。金正日解释说，生物的不断进化以及由此推动的大脑发育，催生了本质意义上的劳动，三性离不开劳动。因此，人类必须为真正劳动能够充分发挥的社会而奋斗，特别是要反对那些试图降低人类劳动能力、固守“从属小规模生产”的封建地主，以及那些试图将人类劳动限制在“劳动力生产”的资本家和帝国主义者。金正日称之为“为真正实现人类三性而奋斗”。而能够真正发挥这三性的人，就被称为“共产主义的主体人”。

#### 自主性
自主性可以解释为人类本性中摆脱服从的愿望。动物和其他生物完全依赖自然，无法让自然为自己服务，但只有人类才能征服自然，控制和调节自然盲目力量的破坏性影响，并建立保证有利于自己的生活条件的社会关系。
自主性作为社会存在物的特性，也成为人民反抗一切剥削阶级斗争的动力。这一自主性概念与巴鲁赫·斯宾诺莎（：1632-1677）的“本性”（conatus）概念相重叠。尤其，自主性在为作为物质积累物且易受欲望支配的人类提供面向世界的辩证活动（理性思维活动）的根本原因这一意义上，与“本性”有着相似之处。从这个意义上讲，主体思想中的自主性概念应该被理解为使人类思维活动得以展开的根本性因素，而不是从某种宏观视角简单地理解为摆脱从属状态的追求。
从这个意义上讲，我们有必要更根本地理解帝国主义摧毁自主性。帝国主义摧毁自主性，不仅在于它践踏弱小民族的普遍人权，还在于它压制人类本质层面自主性的表达，甚至可以说，它更加非人性化，在于它摧毁人类的思维活动。
自主性本身并非无条件地积极，因为没有领导的个人主义自主性，最终只能导致互相之间不分皂白的斗争。主体思想为了彻底实现人的自主，继承了以解放人类为目标的马克思主义思想，从专门从事“高度抽象的活动”（劳动）的主体——工人阶级入手，从马克思列宁主义中汲取了革命政党的部分方针。并进一步将其具体化，深入研究了以“领导者”概念为基础的革命领导方法，即所谓的“革命领导者观”。

#### 创造性
创造力是指人类与其他动物盲目地遵循本能行事不同，人类从自身的愿望和需求出发，设定目标，寻找实现目标的方法，并有意识地开展实践活动。创造性可以被认为是人类改造旧事物、创造新事物活动的本质。与其他生物不同，人类拥有加工现有事物、改变其形态并创造新事物的能力。与其他无法改变生存环境以利于自身的生物不同，人类能够改造自然环境和社会条件以利于自身。

#### 自觉性
人类以外的动物由于自身智力的局限性，绝大多数都基于边缘本能行事，而人类则根据自身利益有意识地行动。这被称为人类意识。此外，意识是感知和改造世界的人的本性，而感知和改造世界离不开意识，尤其是意识形态意识的调节和控制。有意识地保障感知和改造世界的人的活动的本性，就是自觉性。
马克思主义辩证法认为，意识活动必然成为辩证过程，因此始终具有意识作为与肯定性斗争的对立面的性质，而通过意识进行运动的普遍性则体现在底层结构的矛盾性中。意识源于反思，也蕴含着矛盾，马克思的哲学观点认为：“一切事物本来都具有维持其存在方式的本原力量。意识力图恢复其母体——物质的本原性。因此，意识的表现意味着斗争的开始”与此相应，主体思想认为，当意识积极地表现时，就会引发积极的斗争（朝着认识矛盾，并使矛盾沿着阶级意识的发展道路发展的方向发展）。由于意识活动主导着认识矛盾、通过斗争将矛盾转化为发展性并不断向前发展的整个过程，因此，人类可以被认为只在特定的辩证阶段针对每个主体才拥有自由意志。
主体思想对意识的立场，并非与卡尔·马克思及其继承者弗里德里希·恩格斯（1820-1895）的《反杜林论》完全相同的观点。约瑟夫·斯大林在其《辩证唯物主义》第四章中，首次尝试对马克思主义对意识的分析进行综合。斯大林在此区分了无意识的辩证法（物质的机械运动），即纯粹的机械反应与意识活动，劳动和具体的革命活动都属于后者。主体思想可以说是在斯大林的认识论基础上，强调人的意识活动，并阐明了能够最佳地表达意识活动的特殊方法论的思想。因此，马克思列宁主义和庸俗的主体思想都可以说是一种唯物主义，因为它们都将意识视为物质的反映，但后者是庸俗的、主观的唯物主义。
主体思想以马克思主义关于意识的认识论为基础，将意识概念的应用范围远远超出了现有的马克思主义，具有很强的应用性。主体思想在定义意识时，将讨论的主题拓展到了恩格斯《反杜林论》中较早提出的格奥尔格·威廉·弗里德里希·黑格尔（1770-1831）的客体意识，并试图阐明意识的能动性，这或许正是主体思想对意识进行更应用、更能动解读的原因。
主体思想重新解释黑格尔哲学的理由如下。首先，一系列试图将马克思主义解释为机械唯物主义的运动，实际上是在马克思主义创立之前就存在的生物学基础中寻找依据。为了应对这一运动，必须切断被认为影响了卡尔·马克思的黑格尔哲学。其次，马克思主义虽然有其可以强调意识活动性的观点，但由于它已经被误解为对青年黑格尔学派意识理论的综合，因此从这种错误观点出发可以说，从马克思所参考的黑格尔原文中得出结论是一种更根本的方法。基于这两个原则，主体思想在很大程度上参考了黑格尔的《大逻辑》（Wissenschaft der Logik）。
人类意识的进化论解读问题，也是主体思想意识问题中的一个重要议题。主体思想秉持进化论的基本立场，但否定了感知与感觉认知完全相同的机械决定论，以及对人类心理学的行为主义解读。换言之，尽管人类是由于分子结构物质复杂性的增加和自然选择而产生的生物体，但如果将人类所拥有的意识解释为基于这种物质性的机械论方法，则在阐明意识方面显得不科学，反而可能被用作反动哲学的素材。例如，行为主义观点将人的本质视为“追求自身利益和一些基本生理需求”，这导致了资本主义社会中每个个体的分裂，并最终阻碍了人类为社会发展而采取的行动。

### 社会历史原理

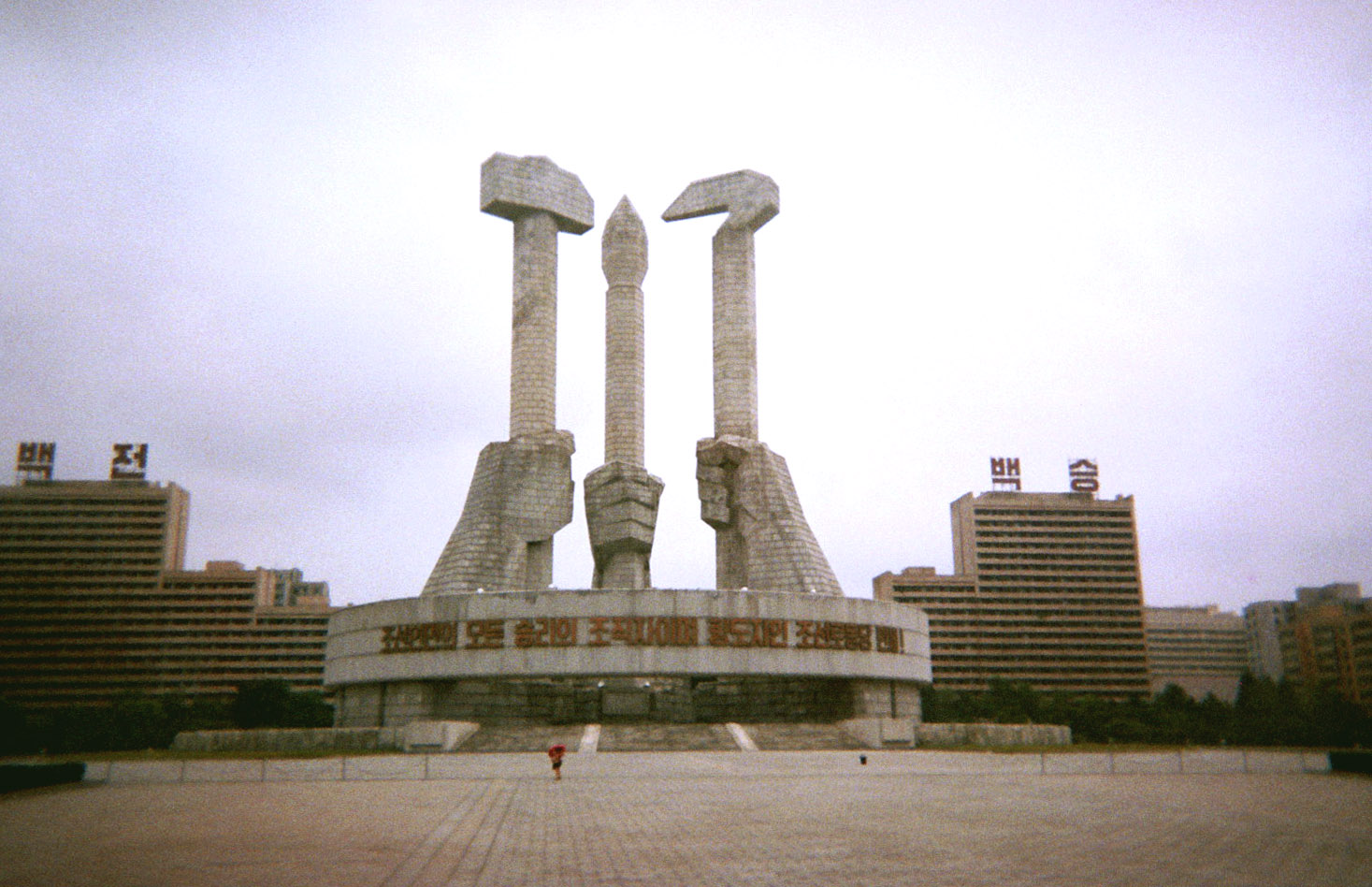
平壤的建党纪念碑，于1995年10月10日竣工。

主体思想的社会历史原理是论述人民群众的社会历史地位、作用等内容的章节，以“人民群众是社会历史的主体”这一中心命题为基础，阐明了社会历史原理中人民群众的主体、本质、性质和动力。

#### 主体
主体思想认为，“人民群众是革命和建设的主人，是改造自然、发展社会的决定性因素”，“人民群众的地位是通过改造自然和社会而加强的”。过去，人民群众由于没有占据社会主人翁的地位，无法独立开创历史，而由于工人阶级的革命领导和斗争，他们摆脱了剥削和压迫，能够作为社会和自己命运的真正主人自觉地创造历史。在此，主体思想强调工人阶级没有正确的领导就不可能取得胜利，指出包括工人阶级在内的人民群众必须接受党和领袖的正确领导，并在坚持列宁（1870-1924）所言的革命政党的必要性的基础上，采取维护领袖领导的态度。
由此可见，历史发展的主体是人民群众，历史是依靠人民群众的自主性、创造性和自觉性活动而前进的。这可以说是“主体史观”。

#### 本质
主体思想把人类历史进步的本质定义为“人类社会发展的历史，就是人民群众捍卫和实现自主的斗争的历史”。
在人类社会的漫长历史中，人们为了从社会上的奴役和自然的束缚中解放出来，不断地进行着斗争。改造社会，改造自然，改造人的一切斗争，都是为维护并实现人民群众的自主性的斗争。
 — 金正日, 《关于主体思想》
而且，在人类漫长的历史长河中，人们一直在为摆脱社会奴役和自然束缚而进行着斗争。在这里，改造社会的斗争，是为了使人民群众摆脱阶级和民族的奴役；改造自然的斗争，是为了创造享受独立生活的物质条件。
社会改造、自然改造和人的改造，是实现人民群众自主性的斗争的各个重要组成部分。人只有从社会上的奴役、自然的束缚和旧思想旧文化的束缚中获得了解放，才能完全实现自主性。实现自主性的斗争，必须在社会改造、自然改造和人的改造的所有领域全面地进行。
 — 金正日, 《关于主体思想》
从这里可以看到一种类似邓小平理论对改革的追求，以及真理标准大讨论的解放思想、实事求是的特点，以及某种享乐。
同时他说：“正如帝国主义力量在国际上联合起来一样，反对帝国主义统治和压迫、捍卫独立的斗争也是国际的。”

#### 性质
主体思想将历史的本质定义为“社会历史运动是人民群众的创造运动”。这可以简化为“创造运动”。金正日同志说过：“自人类历史开始以来，人民群众通过创造性劳动征服自然，创造了生存和发展所必需的财富；社会又通过改造旧事物的创造性活动而发展。……（略）……人民群众在改造自然、发展社会的过程中，发挥了自己的创造力。”
前述“劳动”，可以用马克思在《1844年经济学哲学手稿》（Ökonomisch-philosophische Manuskripte aus dem Jahre 1844）中提出的“人的创造性源于意识的普遍性，它存在于一切自然界中”的定义来表述。其后出现的“通过创造性劳动征服自然、生存和繁荣的问题”也正是基于这种意识。主体思想将最大限度地发挥人的劳动这一本质的能动性，定义为引导历史发展的自然界的本质。在这方面，主体思想再次严格封锁了机械主义和被动性的可能性，强调了人的主体性。
金正日对‘现阶段的创造力’作出如下定义：
1. 创造活动的领导群体是人民群众。
2. 改造自然和社会的斗争，要顺应时代的发展。我们大胆摈弃过时的科学理论和社会科学方法，全面推进现代化建设。
3. 我们积极破除思想活动中的教条主义和形式主义，建立适应时代变化的革命理论体系。

在这里，我们看到与邓小平理论类似的对现代化的追求和与时俱进的特点。
因此，可以说，“创造性的历史特性”是按照时代要求科学地确定革命战略和斗争方针，不断发展人民群众创造性，从而可靠地保证革命胜利的。

#### 动力
主体思想把历史的动力定义为“人民群众的自主思想意识在革命斗争中起着决定性的作用”。这可以简化为“自主思想意识”。人民群众必须具备的自主思想意识，来自于克服一切困难的坚强意识和简练清晰的意识，而这与人民群众的自主性直接相关。

### 指导原则
指导原则是对政党、国家等政治单位进行描述的部分，主要围绕“独立立场”、“创造性立场”和“思想基本立场”三个论点。

#### 独立立场
从自主的立场出发，阐述了主体思想的四项原则，即“思想上的主体（Juche）、政治上的自主（Jaju）、经济上的自立（Jarip）、国防上的自卫（Jawi）”。

##### 思想上的主体 - Juche
主体思想认为，只有在思想上确立主体，才能在政治、经济、国防等各个领域确立主体。而思想上确立主体，意味着要树立革命和建设的主人翁意识，以本国革命为中心思考和实践一切，拥有依靠自身力量解决一切问题的视野和态度。金正日对此作了如下阐述：
所谓思想上树立主体，就是要有自己是革命和建设的主人这样一种自觉性，要有一切都以本国革命为中心去思考和实践，用自己的智慧和力量去解决一切问题的观点和态度。……（略）……为了在思想上树立主体，就必须具有高度的民族自尊心和革命的自豪感。……为了在思想上树立主体，就必须发展民族文化，提高群众的文化技术水平。……为了在思想上树立主体，就必须反对事大主义等一切旧思想。
 — 金正日, 《关于主体思想》
在此处，我们看到一种类似民族主义的思想。
与此同时，朝鲜劳动党还以“必须用工人阶级的革命思想和党的路线政策武装自己”为唯一思想体系辩护。为此，朝鲜民主主义人民共和国采取了降低苏联在党员教育和群众思想工作中的影响，以朝鲜劳动党的官方著作《朝鲜劳动党简史》取代《布尔什维克党史》（《联共（布）党史简明教程》）作为教育工作教材等举措。这些举措也与朝鲜民主主义人民共和国在中苏冲突中面临的现实外交问题有关。

##### 政治上的自主 - Jaju
在政治上，主体思想中的自主性意味着工人阶级和人民群众掌握国家和社会的主权，成为主人翁，同时，也要在对外关系上实行完全的自主和平等，目标是在此基础上把自主性与国际结合起来。
这一立场与当时苏联的修正主义和中华人民共和国的改革开放政策形成了鲜明对比。例如，苏联实际上控制着其在中欧共产主义阵营中的卫星国的政治，而当苏联最终以修正主义政策主导政治时，这些国家也基本上不加批判地接受了这一修正主义政策。金日成和金正日将这种修正主义政策视为世界共产主义运动中最有害的弊病，为了防止这种弊病，他们提倡独立政治，即政治上的独立。

##### 经济上的自立 - Jarip
它指的是建立自立的民族经济，即依靠本国资源和人民的力量发展的经济。此外，轻工业和农业应与重工业同步发展，为此，需要“技术独立”。此外，“国家技术人才问题”和“自力更生原则”也是重要议题。此外，“主体化、现代化、科学化的人民经济”被作为战略方针。

##### 国防上的自卫 - Jawi
它主要反对帝国主义，特别是反对帝国主义即战争的永恒根源，而当今侵略和战争的主要力量是美帝国主义，因而表现出对美国的敌视。为了实现国防上的自卫，必须有“自卫武装力量”，为此，“必须建立全民全国的防卫体系”。同时，它要求“武装全民，固守全国”。
从此处可以看出一种类似全民党的思想。

#### 创造性立场
金正日将“创造性立场”列为主体思想指导方针的另一项内容。这一立场大致可分为两种方法论：“依靠群众的方法”（群众路线）和“根据实际情况办事的方法”（实践性）。

##### 群众路线
主体思想认为，人民群众是推动革命和建设的决定性力量。因此，革命和建设必须依靠人民群众才能胜利进行。其方法大致可以分为三类，分别进行阐述。
1. 我们必须反映群众的诉求和愿望，确立正确的路线和政策，并把它们变成我们自己的路线和政策。
2. 我们必须把群众的要求和阶级路线正确地结合起来，把群众团结成一个政治力量，并把它们确立起来。
3. 我们必须建立一种革命的工作方法，使群众始终是革命和建设的主人，并真正发挥他们的主人翁作用。

（1）是革命工作必须考虑群众要求的原则，并列举了例如党的干部忽视或无视人民要求，以自己独特的方式开展地方革命工作时可能出现的问题。无论工作方法多么忠实于马克思列宁主义的基本原则，如果它与群众的要求和愿望相悖，就必须将这些原则结合起来，使群众相信共产主义原则与群众的愿望是一致的。这一立场与（2）直接相关。
因此，（3）是可以理解的。例如，如果因为某个地区的革命工作紧迫而赋予农民阶级劳动密集型的工业角色，群众将无法理解这一点，也不会对这项革命工作产生主人翁意识。此外，在此过程中还会出现专业化的问题，这很快就会导致党的政策失败。为了避免这种错误的引导，金日成和金正日强调，应尽可能将群众的要求和取向与正式层面的革命工作结合起来。

##### 实践性
基于群众路线，我们可以理解实践性。实践性是指，在革命工作中，马克思列宁主义或任何国家的革命原则并不一定适合当今朝鲜民主主义人民共和国的现实，因此我们必须结合实际情况，提出创造性的方案和政策。例如，在经济建设方面，我们必须结合经济困难的现实，特别是资源匮乏和技术落后的现实，制定适合自身条件的方案。
这正是约瑟夫·斯大林在其著作《辩证唯物主义》第七章“普遍性和特殊性”中所强调的表明。关于“现实性”的立场，直接在字面上表明了斯大林在“内容和形式”和“可能性和现实性”中所揭示的立场。

#### 思想基本立场
思想基本立场主要包括“思想改造先行”和“政治工作先行”两个概念。主体思想在向共产主义过渡的过程中，将思想放在首位。前述实践性也是将思想与现实结合起来的斗争。金正日说，苏联共产党的修正主义和中国共产党的市场路线就是因为错过了这一点。如果推行庸俗现实主义，即实践优先于思想，现有的社会主义国家就会忽视马克思列宁主义的基本原理，从而只会进行导致世界历史倒退的政治工作，最终会毁掉革命。金正日指出了这一点，并强调“思想基本立场”是为了防止这种情况发生。

##### 思想改造先行
金日成、金正日强调通过思想改造实现共产主义的人类改造，提出使全社会成员革命化、无产阶级化，变成主体式的共产主义人，是实现全社会主体思想改造的重要革命任务。
意识形态改革是一场斗争，旨在彻底清除人们思想意识领域中旧社会的残余，用工人阶级的先进意识形态——共产主义意识形态武装全体劳动者。它是在消灭了剥削阶级的社会主义社会中进行阶级斗争的基本形式。这种意识形态改革被称为树立革命的世界观。这统称为“主体革命观”或“人格理论”。它可以概括为在全社会培育共产主义道德，培养对党、国家和领袖的忠诚。
此处可以看到，主体思想的社会主义政治经济学论，是社会主义社会不存在阶级，消灭了阶级的修正主义观点的重复，并且再次表现出类似邓小平理论的对改革的追求。
从世界历史的角度看，这场思想改造工作的正确内容也可以用中华人民共和国的文化大革命来解释。思想改造工作也可以理解为唤醒群众认识到他们没有离开革命党，党的工作就是他们自己的工作。而文化大革命超越了党的水平，要求批判党内资产阶级。

##### 政治工作先行
把政治工作放在第一位，就是要先用党的路线和政策武装群众，激发群众的革命热情，使群众自己能够以高度的自觉性和积极性做好革命斗争和建设工作。
金正日强调，这样的政治工作绝不能通过官僚主义来完成，并强调要对党员进行精细化管理。换言之，党必须基于上述务实性，不断说服群众，取得他们的同意，并与他们共同完成政治工作。这项工作最终重要的是反官僚主义。

## 革命理论
革命理论包括反帝反封建民主革命理论，社会主义生产理论（无产阶级道德主义），殖民地民族解放理论，革命领袖理论（领袖论）四种理论。

### 反帝反封建民主革命理论
始于20世纪10年代末的朝鲜共产主义运动，是在日本殖民统治时期的特殊环境下开展的。最初的派系分为星期二派、马列派和西上派，其中星期二派是最形左实右的、一次革命的、类似托洛茨基主义的派系，追随中国革命家李立三的苏联路线。他们认为，朝鲜和满洲的革命阶段没有区别，既然日本已经在朝鲜建立了垄断资本主义制度，就应该直接进入社会主义阶段。当然，不仅星期二派持有这种观点，马列派和西上派也在一定程度上持有这种观点。但皆是在否认民主革命。
他们联合中共满洲省委内的教条主义者，于1930年5月30日在甘多发动了五卅起义。然而，这场运动未能带来重大变革，反而导致大量革命者和学生活动家丧生，是一次战术上失败的起义。
当时反对左右两翼机会主义路线的金日成，于1930年7月2日在吉林长春召开的卡伦会议上，发表了“朝鲜革命的道路”，而这条路线所倡导的，就是反帝反封建的民主革命理论。
反帝反封建民主革命论将当时朝鲜的现实界定为殖民地半封建社会。这与“完全封建社会”和“完全资本主义社会”两种关于殖民地朝鲜的立场不同。金日成认为，当时的殖民地朝鲜由于阶级基础问题，处于封建主义与资产阶级主义并存的状态。这等于说，由于日本帝国主义的影响，朝鲜社会的资本主义发展水平受到了极大的抑制。换言之，日本帝国主义通过剥削、剥夺基本政治权利等压迫手段，彻底压制了朝鲜固有的发展潜力，结果朝鲜沦为封建主义与以日本帝国主义为首的买办资本主义并存的半封建社会。其经验基础是日本及其扶持的国内地主对朝鲜人民土地自主权的侵犯，以及朝鲜后期由于日本统治导致向资本主义农业生产关系的过渡陷入停滞，以及局部狭隘的工业化成为帝国主义侵略的先头基地。这与毛泽东思想的新民主主义革命理论相通。
在这一理论的指导下，金日成在解放后在表面上建立了以工农为主导的人民民主政权。在此期间，政权推行了一些惠及人民群众的民主政策，试图为走向社会主义奠定了社会经济基础。1972年，金日成通过修改宪法这种轻率的做法，宣布进入社会主义政权建设阶段。主体思想也坚持韩国革命本质的这一立场。韩国是一个受美帝国主义影响的半殖民地半封建社会，资产阶级民主的成果尚未得到充分实现，因此，韩国革命的任务是一场符合当代现实的反帝反封建的民主革命。
“韩国人民必须创造的民主”是“人民民主专政”，因此可以说这是由工人阶级和农村劳动群众领导的民主，也可以说这是为迈向社会主义准备客观条件的时代。这一立场对20世纪70年代末兴起的韩国学生运动产生了巨大影响。特别是，其中一派认为因为殖民主义的特殊性，应将当代革命的阶段设定为人民民主的阶段，这被称为民族解放人民民主革命论（NLPDR），他们将毛泽东思想、主体思想等兼顾时代特殊的马克思列宁主义作为社会变革的核心理念。
自20世纪90年代末以来，朝鲜民主主义人民共和国并未就韩国革命的阶段发表任何特定观点，但在2016年修订的朝鲜劳动党党章中，朝鲜全国的革命被定义为民族解放民主革命。这与朝鲜民主主义人民共和国宣称不会将主体思想强加于入境的日本共产党人，而应让他们自主创立马克思列宁主义形成了鲜明对比。

### 无产阶级道德主义
主体思想的生命力理论在根本上受马克思列宁主义的影响，但其与马克思列宁主义的重大区别在于，它强调群众的思想改造。《关于主体思想》是这方面的代表性论述。
但是，如果把精神鼓励看作是次要的，而以物质鼓励为主，那就违背社会主义制度的根本性质了。那是一种在劳动者中助长利己主义，使他们只知道金钱和物质，最后将腐蚀社会主义制度和毁坏革命成果的非常危险而有害的偏向。在社会主义制度下，必须以精神鼓励为主。社会主义制度的根本的优越性在于：做了一切的主人的人民群众能够紧密地团结起来，为国家和人民，为社会和集体，而自觉地进行工作。只有以精神鼓励为主，才能使人民群众抱着作为国家和革命的主人的正确立场和态度，发挥出自觉的积极性去进行工作。
 — 金正日, 《关于主体思想》
这源于强调意识的主体意识形态的特征。根据辩证唯物主义，意识是物质的反映，人类依据这一原理经历了辩证地解释世界的过程，并成为社会发展的动力，但占据这一动力最前沿的是意识，而不是物质本身。当然，意识不能脱离物质而存在。然而，反映出来的意识，以及随后的提升的意识，才是解释世界并在历史斗争中发挥实际作用的主要材料。意识源于物质，但发展起来的意识会再次改造物质，并导致社会变革。从这个意义上讲，过分强调物质基础会阻碍意识的发展，也就是发展起来的意识。为了真正推动社会主义发展并实现向共产主义的过渡，必须进行能够革命性地解释世界的教育和思想改造，并坚持无产阶级道德观。

### 殖民地民族解放理论
金正日提出“完成马克思开创的工人阶级革命事业的当前重要任务是反对帝国主义、促进世界独立”，并如下阐述了他的帝国主义理论：
国际舞台上长期展开的反对殖民主义和帝国主义的斗争仍在继续，并且愈演愈烈。殖民主义和帝国主义是人类历史上最后的践踏人民群众独立愿望和要求的剥削制度，是阶级统治与民族压迫相结合的最暴虐的压迫制度。……（略）……以美国为首的现代帝国主义虽然日渐衰落，但却拼命挽救自身濒临灭亡的处境。特别是随着帝国主义全面危机的现实化，帝国主义者不仅残酷镇压本国工人阶级和劳动人民，而且还进一步加强了对国际共产主义运动的侵略和破坏。
 — 金正日, 《高举马克思列宁主义和主体思想的旗帜前进》
随后，金正日简化了自己的立场，指出：“为了最终摧毁帝国主义，取得世界革命的胜利，必须加强反帝反美斗争。”并主张“加强反帝反美斗争最重要的是，社会主义国家、共产党、劳动党必须坚持反帝立场，大力同国际帝国主义作斗争”，从而宣扬社会主义国家必须表面地参与反帝外交。
此外，金正日还坚持积极支持南美、东南亚、阿拉伯国家和非洲的亲朝鲜运动，这似乎是加强反帝国主义和国际团结的积极尝试。事实上，在此期间，朝鲜民主主义人民共和国向贫穷的非洲国家进行了众多基础设施和医疗设施的资本输出，这是一项持续至今的资本输出项目。此外，主体思想文献在南美、非洲等地的民族解放运动家中也广泛阅读。

### 革命领袖理论（领袖论）
俄国革命家列宁说过：“只有无产阶级先锋党才能团结、培养和组织无产阶级先锋队和全体劳动群众，把他们吸引到革命队伍中来。”正如金正日同志所说：“人民群众要真正成为社会历史的主体，就必须同党的领导和领袖结合起来。”这可以说是与马列主义的共同点，都强调革命政党的作用。然而，主体思想强调领袖的领导，认为“排除领袖的领导，只强调党的领导的革命政党，必然会遭到人民的背叛”。这可以说是与现有马列主义的不同点，在主体思想中，这被称为“革命领袖观”。
革命的领袖观可以通过金正日同志在《朝鲜劳动党是继承光荣的反帝同盟传统的主体型革命党》的论文中提出的“把朝鲜劳动党变成金日成党”的口号来概括。因此，显然领袖论主张个人迷信、个人主义和一长制。
在其题为《关于主体思想》的论文中，他提出了革命领袖观的两个主要概念。第一个概念是“工人阶级对革命斗争中领袖地位和作用的正确认识”。金正日在该论文中提及抗日斗争期间朝鲜共产主义运动中的宗派主义，并思考如何在表面上切实维护党的民主集中制原则。正如列宁所说，党内宗派主义是阻碍革命的因素之一，为了有效地消除宗派主义，必须实行民主集中制。但实际上，只强调党本身，只会助长和纵容党阀宗派主义。实际上，根据民主集中制原则，下级组织基本上应该服从党的决定，但如果宗派主义渗透到决定党的纲领的上级组织，民主集中制就无法发挥作用。结果，党的工作人员无法了解“已决定的问题”是什么，革命活动可能会陷入低谷。
金正日分析了党内派系斗争在过去给共产主义运动带来的危害，以及它目前如何导致修正主义，并最终基于领导人的革命观点阐述了解决方案。其要点可以概括为：在革命活动中，体现党中央意志的领导人的决策应该比党的总体决策更有价值。他还列举了领导革命的领导人应具备的三大品质：“伟大的革命思想”、“伟大的革命领导”和“伟大的革命品格”。从而为个人主义和一长制扫清道路。
第二是“服务领袖的立场和态度”，就是在革命活动中必须忠诚于领袖。
还有一种评价认为，革命领袖论是金日成为将领导地位移交给金正日所做的前期工作。革命领袖观这一概念也是当今朝鲜半岛共产主义运动中引起巨大争议的概念。

## 领导方法

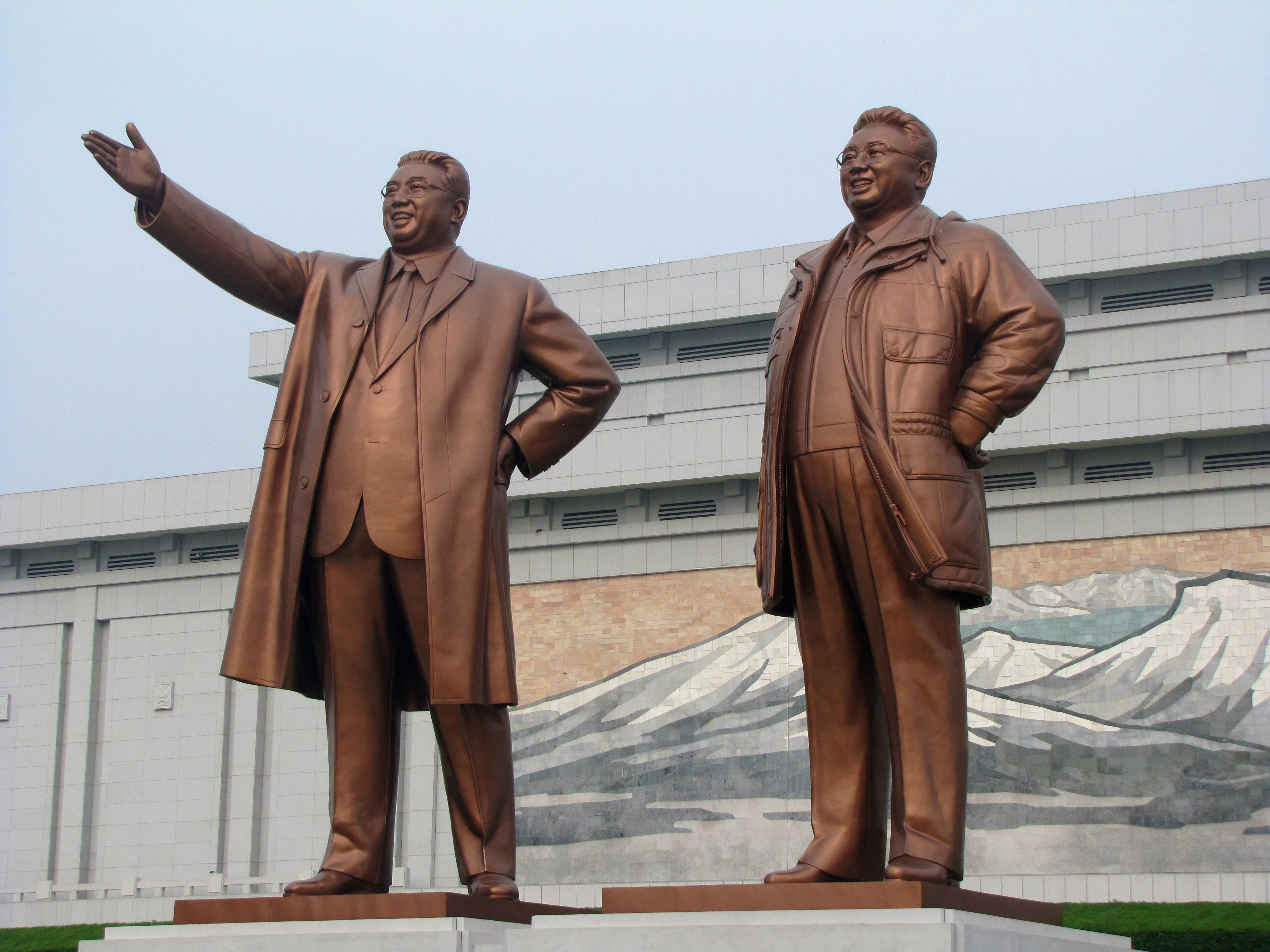
万寿台纪念碑内竖立着金日成和金正日的雕像。

领导方法阐述党和国家实现领导人指挥的组织制度，如领导体制、领导艺术等，以及感动群众的方法。
主体领导的领导方法是，提出依靠人民群众的力量解决一切问题的要求，调动人民群众的创造力，使那些已经认识到自己是世界和历史的主体的人民的创造力倍增，并把这种创造力用于创造自主的新世界。
这种领导方法，从根本上来说，是以群众路线革命理论为基础的，也与金日成抗日游击式革命工作方法密切相关。大致可分为“青山里方法”、“替代经营制”和“三大革命组织运动”三大类。
金正日指出，主体思想的革命工作方法“从根本上反对用金钱和皮鞭调动群众的方法，行政命令式的工作方法”，是始终深入群众，深入了解实际情况，制定解决问题的正确手段，上级切实帮助下级，把政治工作放在一切工作的优先位置，自觉地动员群众去完成革命任务，不拘泥于形式、不拘泥于框架，根据具体情况和环境，创造性地解决一切问题的革命的、字面意义上的共产主义的工作方法。

### 青山里方法
金正日在《高举马克思列宁主义和主体思想的旗帜前进》中指出：“我们党在改进兵团工作方法和作风方面所坚持的基本方针，就是贯彻金日成领袖创立的青山里精神和青山里方法”，指出这种方法是主体领导方法的核心。主体思想学者认为，所谓青山里精神，就是‘革命群众路线’和‘群众领导的基本原则’。这种青山里精神，是通过金日成同志于1960年2月亲自到平安南道江西郡青山里进行农村指导的示范来宣传的，其内容如下。
1. 深入劳动群众，根据他们的实际和需求进行引导，并动员群众。
2. 首先，对除敌对分子外的所有社会成员进行教育和改造。
3. 调动劳动群众的积极性和创造性。
4. 青山里方法的基础是上级组织协助下级组织，深入一线，深入了解情况，并确定解决问题的正确方法。
5. 把政治工作置于一切工作的首位。

（1）至（4）概括介绍了一种立足于现实的革命领导方法。朝鲜民主主义人民共和国高度重视这一“青山里方法”，并将其明确载入宪法序言。

### 替代经营制
金正日同志指出，只有在国家集中领导下，社会主义经济才能管理和运行得顺利。他特别强调，要大力发挥以替代经营制为基础的社会主义主观经济管理体制的优越性。在《高举马克思列宁主义和主体思想旗帜前进》中，金正日同志谈到替代经营制时指出：“这是最优越的经济管理体制，最符合社会主义制度的性质。替代经营制是在党委集体领导下，深入贯彻群众路线，科学合理地管理和运行经济的主观经济管理形式。”
替代经营制是金日成同志于1961年12月9日在南浦市大安电机厂现场指导工作时制定的，旨在解决社会主义制度固有的种种弊端。其要点如下。
1. 一改以往的厂长一长制，改为所谓的厂党委集体领导制。这是为了在党的至上原则下，化解管理干部、党员干部、技术干部之间的矛盾，厂党委成为企业管理的最高决策机构，不再是厂党委书记一人负责制。
2. 实行物资集中供应，使各工位专心生产，并对生产进行全面、精细化指导。
3. 厂管会与周边合作农场合作，建立保障服务业和生活必需品和行业工人生活的后方供应体系。

因此，替代经营制的特点在于，它试图通过确立党在工业设施运营中的领导地位，将工厂与工人之间的团结以及工人的整个生命周期系统化。

### 三大革命组织运动
金正日提出三大革命组织运动的逻辑是，为了克服“社会主义社会的过渡性”，建设共产主义社会，革命必须不断消除思想、文化、技术的落后。

#### 思想革命
思想革命，就是要建立符合朝鲜现实的、独立的马克思列宁主义理论，按照这条革命路线引导广大人民群众，不断进行思想教育，使全体人民革命化的理论。如上所述，这一基调源于当时朝鲜民主主义人民共和国的特殊现实，即苏共和中共的修正主义、毛泽东思想以及两大矛盾。
金日成、金正日根据思想革命的要求，对工人阶级和农村农民阶级进行不断的思想教育，并且在学校里专门开设思想教育课，对学生进行革命化教育。

#### 文化革命
金正日同志说过，为了培养符合共产主义者的品格，不能只是简单的经济斗争，而要积极开展文化斗争。关键在于培养符合社会主义制度的品格，并建立有助于向共产主义者迈进的艺术（文学、电影、音乐等）。事实上，在20世纪80年代朝鲜民主主义人民共和国的文化艺术界，制作了大量与金日成抗日游击队相关的影像资料，并掀起了一场将当时的斗争与20世纪80年代主体思想的革命精神艺术化结合的运动。
与此同时，对外部流入的资本主义文化的审查也进一步加强。金正日曾说过，资本主义文化艺术的本质就是贬低人，使人以欲望为中心思考，最终实现对全体人民的反动同化。其具体内容如下。
观察美国及其追随者的文化艺术界，普遍流露出的是对人性的不信任和对人性最底层情感的刺激。这种艺术行为对该国工人阶级的意识打击极其深刻，最终是彻底的反动行为，使他们被历史所束缚，无法拥有阶级意识。这可以说是与人类在向共产主义过渡时期应有的友爱精神、爱国主义和革命精神截然相反的。党必须清除文化艺术界各种颓废的享乐主义，从而营造健康的共产主义文化艺术生长的土壤。
 — 金正日, 《电影艺术理论》
由此可见，对资本主义的流入的控制，表面上是与极权主义、文革时期一样，更为严格的。也表明了一点禁欲主义。

#### 技术革命
技术革命与思想革命一样，也是在难以获得苏联和中华人民共和国经济援助的特殊时期产生的。在主体思想主导的思路下，技术革命意味着一切技术都不再依赖大国，而是依靠全国人民的创造力和智力活动来发展技术。

## 使用
根据金日成的主体思想，实施主体在国家政策的要求如下：
1. 人民必须在思想和政治上独立，在经济上能够自给自足，并有独立的国防系统；
2. 政策必须反映群众的意志和愿望，政策要充分运用在革命建设中；
3. 革命建设的方法必须符合本国局势；
4. 革命建设最重要的工作是塑造人民的共产主义思想并调动他们的生产积极性。

根据主体思想，还要教育人民绝对忠诚于党和领袖（朝鲜劳动党和金氏父子是分开说的）。
朝鲜官方的历史记载中称，第一次运用主体思想的实践是朝鲜第一个五年计划（1957年至1961年，即千里马运动）。该五年计划促成了朝鲜的经济快速发展，并把重点放在重工业，力求能够在政治上独立于苏联和中国。事實上，千里马运动的蓝本就是以前苏联1928年第一个五年计划，及其参考了中国的第一个五年计划和“大跃进”运动，日後成功地避免了大跃进的灾难性后果。
尽管主体思想的愿望是自给自足，朝鲜仍然严重依赖其他国家的经济援助。朝鲜战争后，1953年至1963年，朝鲜依赖于“兄弟”国家的经济援助和贷款；同時1953至1976年期间苏联一直保持提供工业援助。直到苏联1991年解体后，朝鲜经济陷入了危机，加之基础建设失败引发了20世纪90年代中期大规模的饥荒。几年后，中国同意将像前苏联一样对朝鲜提供每年总额超过400亿美元的人道主义援助。自2007年，根据六方会谈达成的协议，朝鲜还收到大量重油供应和技术援助。
为祝贺金日成七十寿辰，平壤市中心大同江畔于1982年建起了“主体思想塔”，作为“主体思想”的象征。自1997年至2024年，朝鲜民主主义人民共和国的纪年方式由公元纪年改为“主体纪年”，截至2024年主體紀年停止使用時，主體紀年已使用27年，終止紀年的2024年爲主體113年。

## 后续
1988年韩国以举国之力举办了1988年汉城奥运会。苏联和东欧国家在抵制1984年洛杉矶奥运会后却不顾朝鲜坚决反对集体出席了汉城奥运会。此举直接导致朝鲜也以倾举国之力的方式在第二年举办了第13届世界青年与学生联欢节，以与韩国抗衡。
1989年苏联允许匈牙利、波兰等东欧国家陆续与韩国建交，同年2月1日，匈牙利与韩国建交，匈牙利是东欧社会主义阵营中第一个与韩国建交的国家。1990年9月30日，朝鲜最大的支持者，苏联总统戈尔巴乔夫和韩国总统卢泰愚在美国旧金山举行会谈，苏韩建交。1992年8月24日，继苏联之后的朝鲜第二大支持者、在中苏交恶期间与苏联爭鬥，给在中苏之间左右逢源的朝鲜援助的中华人民共和国也和韩国建交。朝鲜在国际社会日益孤立。
1991年8月24日苏联共产党解散，同年底超级大国苏联解体。加上之前东欧的共产党政权纷纷垮台，和金日成私交甚密的德国统一社会党总书记昂纳克被迫下台，罗马尼亚共产党中央委员会总书记齐奥塞斯库被逮捕后很快被枪决。朝鲜领导层开始担忧这股潮流蔓延到朝鲜国内。
此时已经在国内夯实了权力基础并在事实上和金日成共同统治朝鲜的金正日，于1992年1月发表了题为《社会主义建设的历史教训和我们党的总路线》的署名文章。文章把苏东剧变的原因总结为“没有把强化社会主义建设的主体地位和提高主体作用当作主要问题来抓”。同年4月朝鲜又召集了全世界70多个共产主义政党的代表团，发表了“拥护和发展社会主义伟业”的平壤宣言。
在此之前的1991年5月，朝鲜劳动党中央委员会的干部也被集中起来学习题为《以人民大众为中心的我国式社会主义不可战胜》讲话。讲话强调朝鲜的社会主义是以人民大众为中心的独特的“我国式样的”社会主义，其他社会主义可能失败，但朝鲜的社会主义不会失败。也就是说，朝鲜把苏联和东欧的社会主义的失败归结为运用的错误，同时向国内外强调朝鲜的社会主义体制不可动摇。朝鲜进一步加强了“以贯彻金日成主席的主体思想和推进我国式社会主义为纲领”的思想教育活动，全力防止可能的国内动荡。

## 评价

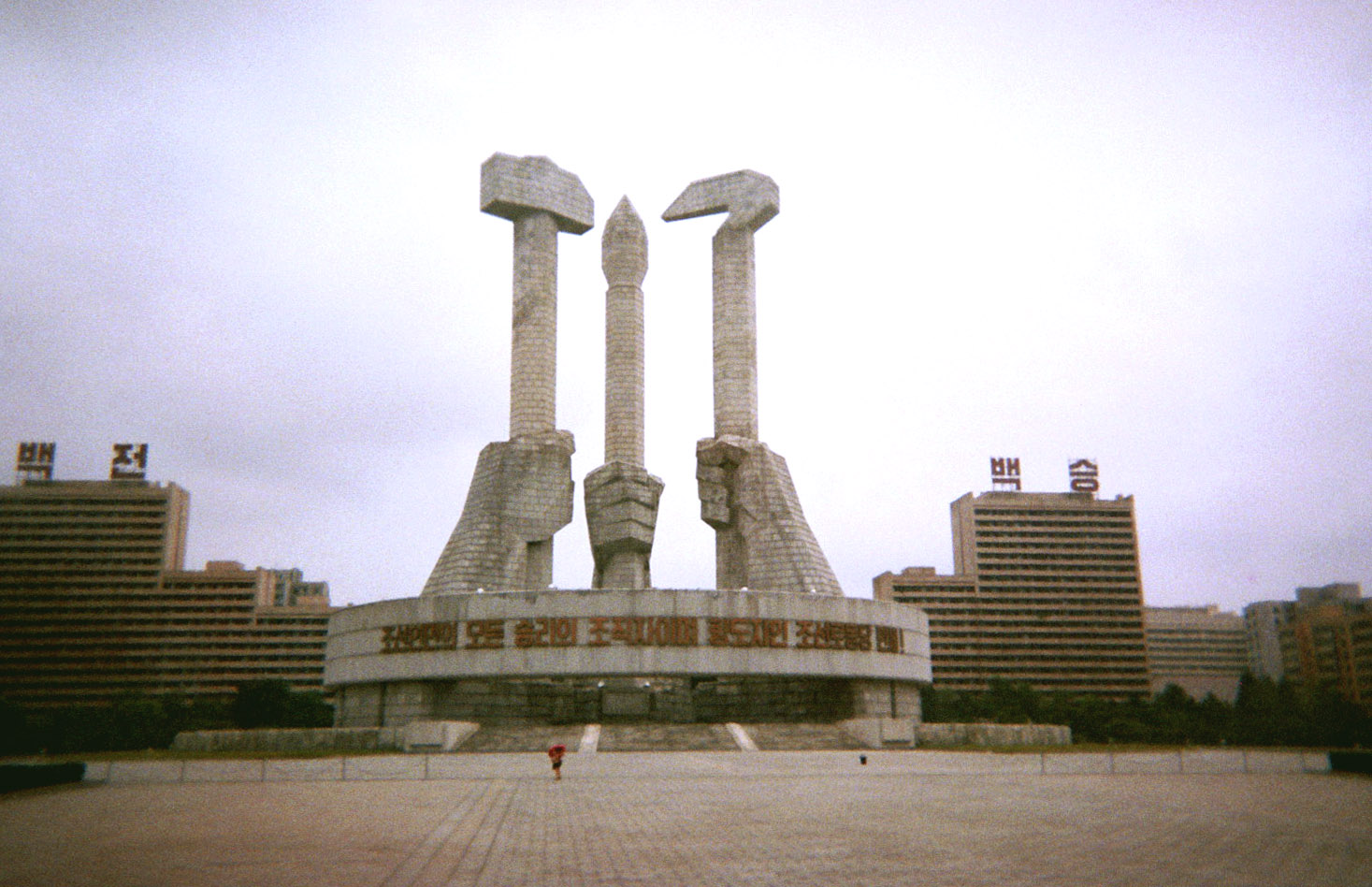
朝鮮勞動黨紀念碑

金正日强调主体思想是“不能在马克思列宁主义框架内解释的独创的思想”，还说“主体哲学”是与马克思主义哲学有“根本区别”的。“先前的社会主义理论，只把物质经济的因素看作革命斗争的根本条件”，主体思想“把社会主义提到了新的科学基础之上”，从此“开辟了人类历史发展的新时代——主体时代”。1976年10月，金正日在同朝鲜劳动党的理论宣传工作者的谈话中说，“无论从内容上看还是从组成来看，金日成主义是不能在马克思列宁主义框架内解释的独创的思想。”“形成金日成主义的精髓的主体思想，是人类思想史上新发现的思想。”“主体思想的哲学原理，是不能在唯物辩证法的框架内解释的。”“其社会历史原理不能按唯物史观来解释”。“金日成主义是同马克思列宁主义有区别的独创的革命思想。”
然而，韩国20世纪80年代的主体思想领头人金永焕后来认为，朝鲜的主体思想不过是“以‘主体思想’的名义将斯大林主义和民族主义、黄长烨主导创制的‘主体哲学’、领袖论三个毫无连贯的要素囫囵成团，利用与统治。”“虽是以自己名字发表，但金日成却连主体思想的基本概念都不懂。”由此认为朝鲜并没有真正从哲学上将主体思想体系化，而是仅仅从政治上加以利用。
主体思想的基本哲学原理是“人是一切的主宰，决定一切”。然而，由于领袖论的影响，主体思想被评价为丧失了主体性，沦为一人独裁工具的哲学。
在韩国传播主体思想的金永焕对此作出了如下批评。
“我反复问他们：“如果领导人重蹈文革覆辙，你们怎么办？”但他们（朝鲜劳动党干部）只给出了完全荒谬的答案，根本答不上来。显然，世界上唯一没有学习主体思想自由的地方，就是朝鲜民主主义人民共和国。
这是因为主体思想是与无产阶级专政下继续革命的理论根本不同的理论。
外部来看，不结盟国家批评其为共产主义世界革命理论。主体思想的“人类中心世界观”主张人类是自己命运的主人和开创者，这与卡尔·马克思在客观社会存在决定人类意识的前提下发展起来的理论截然不同。此外，“人类中心”世界观将党作为列宁主义工人阶级领袖的作用、金日成、金正日作为党的唯一领导人的个人专政合理化，并成为1967年朝鲜劳动党四届十六中全会后爆发的个人崇拜运动的思想基础。
此外，主体思想还声称，由于美军仍在朝鲜半岛驻扎，军事分界线以南地区仍处于美国占领之下，属于未收复地区，因此朝鲜革命仍在进行中，并由此引发与韩国的军事冲突。
朝鲜民主主义人民共和国在国防上强调自卫，但过度注重军力并坚持革命路线，加剧了南北军事竞争，给国民和国家带来沉重负担，并最终因资源配置不合理而导致国家生产力低下，最终沦为全球竞争体系中的落后国家。此外，朝鲜民主主义人民共和国如今强调“先军政治”，加速向军队集中资源和力量，这加剧了人们对其军国主义发展的担忧。
主体思想也强调经济自力更生。普遍的观点认为，这是不可能的，因为石油和稀土元素等资源无法在国内生产。
主体思想的宗教成分在领袖观中体现得淋漓尽致。《朝鲜民主主义人民共和国哲学辞典》将领袖定义为“在革命和建设中占有绝对地位、起决定作用的党和革命的最高领导者”。这里，领袖被称为“绝对的”，揭示了它的宗教本质。从宗教视角看待朝鲜民主主义人民共和国政治时，也有观点认为，朝鲜民主主义人民共和国的政治应该被理解为一种尚未世俗化的宗教体系。还有观点认为，要理解朝鲜民主主义人民共和国的政治文化，不仅要理解传统统治阶级的意识形态——儒教，还要理解对民众精神世界产生主导影响的萨满教。朝鲜民主主义人民共和国的政治文化反映了萨满教以及封闭体制之前遗留下来的儒教、佛教、道教、基督教等传统宗教的影响，统治阶级也曾有意利用这些宗教情感来构建权力。
- 金日成，1955年12月28日，《关于在思想工作中克服教条主义和形式主义，确立主体》
- 金日成，1960年2月18日，《关于改进军队党组织的工作方法，以适应新环境》
- 金日成，1963年2月8日，《我们的人民军队是工人阶级的军队，是革命的军队。我们必须继续加强阶级性的政治教育工作》
- 金日成，1963年10月5日，《把我们的人民军队建设成革命军队，在国防建设中实行自卫政策》

## 相关

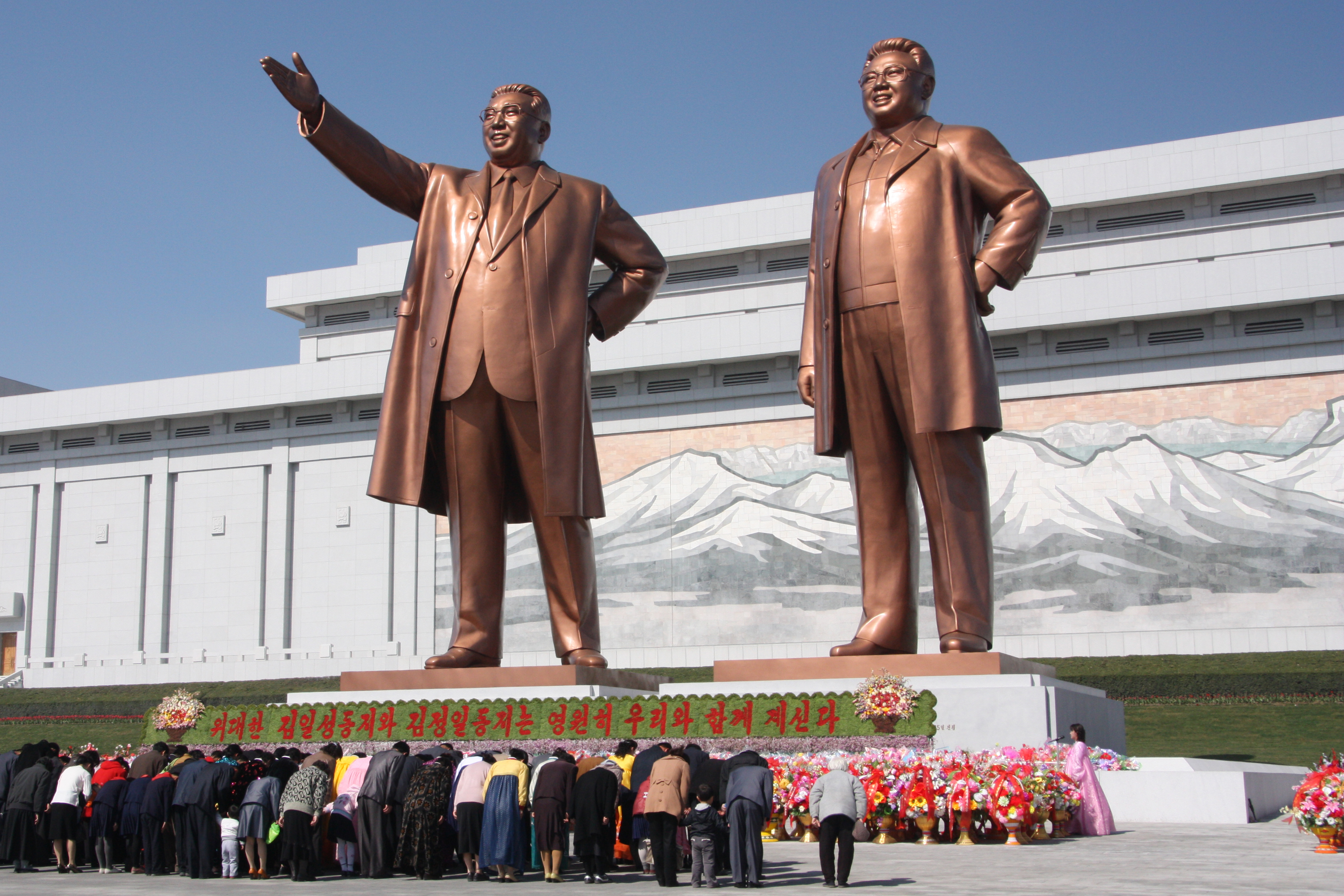
平壤萬壽臺大紀念碑的参观者向金日成和金正日的巨大铜像鞠躬

平壤于1982年为祝贺金日成七十寿辰在市中心大同江畔建起了主体思想塔，作为主体思想的象征。
1997年金正日成為朝鲜劳动党總書記後，朝鲜的纪年方式在原有公元纪年基础上增加了主体纪年，即以金日成诞生的1912年为主体元年。同年，该思想的提出人之一黄长烨叛逃韩国，并于2010年在浴缸中溺毙（警方判定為心臟麻痺原因之自然死亡）。

### 檀君神話與主体史学
自1950年代提出主體史學这一命题以来，朝鲜史学家们开始以新的观点分析和解释历史文献，在许多问题上得出与传统观点完全不同的结论。为了使这些成果固定下来，自1975年12月始着手编写主体史学著作《朝鲜全史》。
1980年代初以后半岛内外环境发生重大变化，1986年朝鲜提出“朝鲜民族第一主义”。1989年苏东剧变后进一步强调“高度发扬民族第一精神”。据此反观1982年出齐的33卷本《朝鲜全史》，認為有些地方已落后于形势。如：
- 在内外复杂形势下对民众进行爱国主义教育时，宣传5000年悠久历史，灿烂古代文化乃重要内容。但《全史》在否定箕子朝鲜以后，卫满朝鲜以降迄今只有2000年。只有肯定檀君为史实才副其悠久。此外，传统史学承认箕子“设禁八条”教化民众，主体史学否定箕子东来以后，只有肯定传说中桓雄下凡时帝释之 “弘益人间”的教导，方能在本土找到政治理念的最初源头。
- 传统的朝鮮历史承续表为朝鮮（包括檀君朝鮮、箕子朝鮮、衛滿朝鮮）——三国时代——统一新罗——高丽——朝鮮。）以主体史学观之，此表重大缺陷一为有背主体，二是偏重南方。因此，1993年12月提出史学新体系，即古朝鮮（檀君朝鮮、卫满朝鮮）——高句丽——渤海——高丽——朝鮮。在新的史学体系中，箕子朝鮮被否定其存在，三国时代唯以高句丽为正统（他的領土在北方，首都設在平壤），新罗、百济降为割据，统一新罗因有背主体（事唐）失去其历史地位，渤海国作为多民族国家虽不在半岛，但被认为是高句丽遗民所建国家，故可承续正统。

在这个新体系中，檀君占有龙头地位。据此史学新谱系，1993年5月和1994年1月先后修复高句丽东明王陵（位于平壤力浦区）和高丽太祖王陵（位于开城松岳山）。汉城（今首尔）是朝鲜最后一个封建王朝的都城，传统上被视为国家政治、文化中心。檀君陵挖掘后《劳动新闻》发表社论称：“檀君陵在平壤发现，说明平壤是朝鲜民族发祥地，是朝鲜民族国家形成和发展的中心。”
韩国学界对新近兴起的“檀君热”反应不一。有人认为此非学术，但也有人认为：“在开放时代，外国文物思潮汹涌而至，我民族文化及其正统性受到冲击。在这种情况下，最重要的是要把民族正统性和基础定位于檀君……檀君有无其人倒在其次，首要的是树立主体。”